# Абулак
Абулак — мученик египетский. День памяти — 8 июня в Коптской церкви.
Святой Абулак был замучен вместе с двумястами сторонниками во время одного из преследований христиан. Почитаем среди коптов.